# 威爾頓 (威爾特郡)
威爾頓（Wilton）是英國英格蘭威爾特郡的一個城鎮和民政教區，擁有豐富的歷史遺產，其歷史可以追溯至盎格魯-撒克遜人時期。自18世紀開始，威爾頓是一個地毯生產地。現在威爾頓的知名度雖然遠不及其鄰近的索爾茲伯里，但仍然有一些著名的商店和景點，包括威爾頓莊園。威爾頓是威利河和納德河的會流地點。

## 歷史
威爾頓的歷史開始於8世紀盎格魯-撒克遜人時期。在9世紀後期時，威爾頓是威塞克斯王國威爾頓郡（Wiltunscire）的首府。直到11世紀，威爾頓都是威爾特郡的行政中心。威爾頓因教堂而獲得重要地位。771年，這裡建立了威爾頓修道院，並還有其他重多教堂。871年，阿爾弗雷德大帝在這裡輸掉一場重要的對丹麥日耳曼人的戰役，使得之後數年他處於守勢。
在末日審判書的記載中，雖然遭到了更多攻擊，威爾頓仍然維持是一座繁榮的城鎮。然而，附近的索爾茲伯里座堂的修建導致威爾頓的衰退。索爾茲伯里的新址擁有一條雅芳河上的新橋樑，提供了一條更便利的貿易通道。
1539年，在修道院解散運動中，威爾頓修道院區域於亨利八世。1541年，修道院大部分財產授予彭布羅克伯爵威廉·赫伯特，第一代彭布羅克伯爵。威爾頓莊園即修建於此。

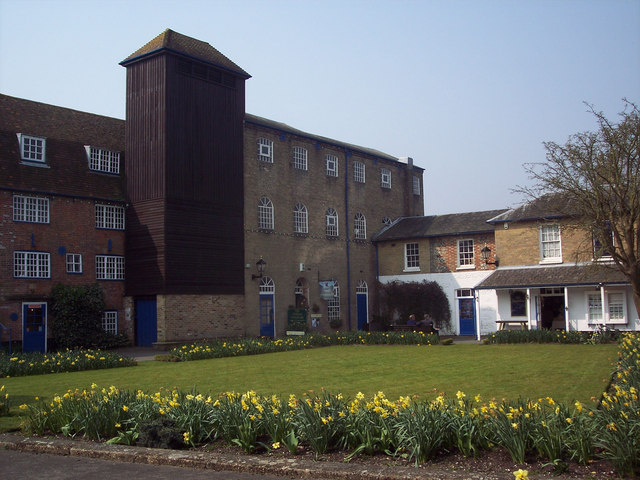
威爾頓地毯工廠的部分建築現在作為暢貨中心使用

17世紀時，紡織產品已成長為一大貿易品。威爾頓的地毯工業開始於1741年，亨利·赫伯特，第九代彭布羅克伯爵將兩位法國紡織工匠帶到威爾頓並教授當地人新的技能。地毯產業的繁榮維持到1815年，直到拿破崙戰爭後的和平使得這裡的紡織業不得不面臨來自歐洲的競爭。1835年，在阿克明斯特地毯的生產過程中開始導入機械。皇家威爾頓地毯工廠創建於世紀之交時在彭布羅克勛爵的幫助之下成立，以挽救已陷入經營苦難的地毯工廠。地鐵工廠運營到1995年，收購之後一度關閉。現在工廠已經重新開業，但無法使用皇家威爾頓這一品牌。
1737年，威爾頓爆發天花疫情，132人死於這場瘟疫。 
威爾頓曾有兩個火車站。其中一個（後稱為威爾頓北站）由大西部鐵路在1856年開業，是索爾茲伯里到威斯伯雷的鐵路的一部分。另一個（後成為威爾頓南站）則由索爾茲伯里和約維爾鐵路開業於1859年，是倫敦至埃克塞特西英格蘭主線的一部分。鐵路的到來使得這裡更加繁榮。火車站分別在1955年和1966年關閉。距離威爾頓最近的車站是索爾茲伯里車站。

## 和軍隊的聯繫
英國陸軍司令部的總部在1949年至2010年位於威爾頓東北的厄斯金兵營（Erskine Barracks）。在總部搬遷到安德沃附近的Marlborough Lines之後，這一土地在出售後興建住宅。

## 市政
今日威爾頓民政教區的範圍起源於1885年威爾頓自治市的範圍。教區還包括了巴布里奇（Bulbridge）和迪奇普頓（Ditchampton）兩個村莊。1894年，威爾頓吸收了鄰近教區福格斯通聖彼得（Fugglestone St Peter）的西部地區，剩餘部分則併入新教區貝默頓。
威爾頓市議會由教區選民選舉產生。威爾頓市議會是威爾特郡議會單一管理區的一部分，負責地方政府的主要事務。
威爾頓在選舉區上屬於威爾頓和下威利的一部分（Wilton and Lower Wylye），選舉區北起威爾頓，南至南牛頓。2011年英國人口普查時，該選區有人口4,806人。

## 教區教堂
英國聖公會的聖瑪麗和聖尼古拉斯教區教堂列入I級登錄建築。該教堂修建於1841年至1844年，以取代之前的聖瑪麗教堂。教堂由彭布羅克伯爵夫人亞歷克西納·索菲婭·加洛特和她的幼子悉尼·赫伯特男爵發起興建，設計者是建築師托馬斯·亨利·懷特。教堂外觀為羅曼式建築風格，但受到明顯的拜占庭式建築的影響。對於一個小鎮來說，這座教堂是巨大的存在，象徵其捐贈人的財富。
教堂最顯著的外觀特徵是高105英尺（32）的鐘樓。修建時使用了許多自歐洲進口的材料，包括自義大利進口的大理石石柱和自法國進口的12和13世紀的彩色玻璃。

## 外部連結
- Wilton Town Council （页面存档备份，存于）
- Historic Wilton photos （页面存档备份，存于） at BBC Wiltshire（页面存档备份，存于）